# Tony Buba
Anthony E. „Tony“ Buba (* 20. Oktober 1943) ist ein US-amerikanischer Filmemacher. Bekannt wurde er insbesondere durch Dokumentarfilme über seinen Heimatort Braddock und das nahegelegene Pittsburgh.

## Leben
Tony Buba wurde 1943 als erstes Kind von Edward Buba († 1997) und Angeline Buba (gebürtige Gentile; 1921–2017) geboren. Seine Mutter war 1929 mit ihrer Familie aus dem italienischen Tursi in die Vereinigten Staaten immigriert. Buba wuchs in Braddock, Pennsylvania, zusammen mit seinem jüngeren Bruder Pasquale „Pat“ Buba (1946–2018) auf.
Nach dem Ende der High School trat Buba der Nationalgarde der Vereinigten Staaten bei und arbeitete im Anschluss in einer Stahlhütte. Ende der 1960er Jahre begann er ein Studium. 1971 erhielt er seinen Bachelor of Arts in Psychologie von der Edinboro University.  1976 schloss er sein Studium mit einem Master of Fine Arts in Filmwissenschaften an der Ohio University ab.
Parallel entstanden erste Kurz-Dokumentarfilme, in denen er seine Heimatstadt Braddock und deren Bewohner porträtierte und sich mit den Auswirkungen des  Strukturwandels in der Region durch die Stahlkrise der 1970er Jahre auseinandersetzte.
Nach Abschluss seines Studiums produzierte Buba auch Werbespots, Imagefilme und Fernsehsendungen. Kurz darauf lernten die Buba-Brüder den Horror-Filmemacher George A. Romero kennen. In der Folge wurde Buba bei einigen Filmen Romeros für die Tonabteilung engagiert. Gemeinsam mit seinem Bruder trat er auch in zwei Filmen des Regisseurs in Kleinstrollen auf: 1977 als Drogendealer in Martin und 1978 als Biker in Zombie.
1988 entstand mit Lightning Over Braddock: A Rustbowl Fantasy Bubbas erster Langfilm, der bei der Berlinale 1989 im Panorama-Programm gezeigt wurde und Buba später bei den Independent Spirit Awards 1991 eine Nominierung für den Besten Debütfilm einbrachte. The New Yorker nahm Lightning Over Braddock im Oktober 2020 in eine Liste von 62 Filmen auf, welche die die Kunst des Dokumentarfilms geprägt hätten.
1992 gründete er sein Produktionsunternehmen Braddock Films. 1994 entstand mit No Pets Bubas einziger Spielfilm nach einer Kurzgeschichte von Jim Daniels.
Die New Yorker Anthology Film Archives zeigten 2012 im Rahmen der Filmreihe „Sometimes Cities: Urban America Beyond NYC“ eine ergänzende Retrospektive zu Bubas Gesamtwerk.
Er ist mit Jan McMannis-Buba verheiratet und lebt in Pittsburgh.

## Filmografie (Auswahl)
Regisseur
- 1972: Free Film Today (Dokumentar-Kurzfilm)
- 1973: To My Family (Dokumentar-Kurzfilm)
- 1973: Thoughts (Dokumentar-Kurzfilm)
- 1974: J. Roy – New & Used Furniture (Dokumentar-Kurzfilm)
- 1975: Shutdown (Dokumentar-Kurzfilm)
- 1976: Betty’s Corner Cafe (Dokumentar-Kurzfilm)
- 1979: Sweet Sal (Dokumentar-Kurzfilm)
- 1980: Homage To A Milltown (Dokumentar-Kurzfilm)
- 1980: Home Movies (Dokumentar-Kurzfilm)
- 1980: Washing Walls With Mrs. G. (Dokumentar-Kurzfilm)
- 1981: The Mill Hunk Herald (Dokumentar-Kurzfilm)
- 1983: Peabody and Friends (Dokumentar-Kurzfilm)
- 1983: Voices from a Steeltown (Dokumentar-Kurzfilm)
- 1985: Birthday Party (Dokumentar-Kurzfilm)
- 1985: Braddock Food Bank (Dokumentar-Kurzfilm)
- 1988: Lightning Over Braddock: A Rustbowl Fantasy (Dokumentarfilm)
- 1994: No Pets (Spielfilm)
- 1995: Small Differences (Dokumentar-Kurzfilm)
- 1996: Struggles in Steel: The Fight for Equal Opportunity (Dokumentarfilm)
- 1998: Fade Out (Dokumentar-Kurzfilm)
- 1998: Unidentified Man (Dokumentar-Kurzfilm)
- 2000: ECI (Dokumentar-Kurzfilm)
- 2006: Expressway – A Work in Progress (Dokumentar-Kurzfilm)
- 2007: Ode To A Steeltown (Dokumentar-Kurzfilm)
- 2007: Year On The Throne (Dokumentar-Kurzfilm)
- 2008: Stigmata (Dokumentar-Kurzfilm)
- 2008: Voices Of Our Region (Dokumentar-Kurzfilm)
- 2010: The Fall (Dokumentar-Kurzfilm)
- 2013: Accordion Stories (Dokumentarfilm)
- 2013: We Are Alive! The Fight to Save Braddock Hospital (Dokumentarfilm, Co-Regie mit Tom Dubensky)
- 2014: Ghosts of Amistad: In the Footsteps of the Rebels (Dokumentarfilm)
- 2017: Pirozzi’s Barber Shop (Dokumentar-Kurzfilm)
- 2017: Welcome to Sgambati’s (Dokumentar-Kurzfilm)
- 2019: The Barber of New Kensington (Dokumentar-Kurzfilm)
- 2019: The Last Pawn Shop in Braddock (Dokumentar-Kurzfilm)
- 2019: Making Soppressata with Dom and the Guys (Dokumentar-Kurzfilm)
- 2019: Pasta Lesson: A Sunday in Rabatana (Dokumentar-Kurzfilm)
- 2019: Re-flex-ions (Dokumentar-Kurzfilm)
- 2020: Cinetracts ’20 (Dokumentar-Kurzfilm)

Schauspieler
- 1977: Martin
- 1978: Zombie (Dawn of the Dead)